# Juan y Renato Lego
Juan Bautista Lego y Renato Lego (La Fléche, 1766 y 1764 (respectivamente)-Avrillé, 1 de enero de 1794) fueron unos hermanos sacerdotes católicos franceses, asesinados en la guillotina durante la Revolución Francesa. 
Fueron beatificados el 19 de febrero de 1984 por el Papa Juan Pablo II, su fiesta litúrgica se celebra el 1 de enero y se consideran mártires de la Iglesia Católica.
- Datos: Q10311177